# Haukur Gunnarsson
Haukur Gunnarsson es un deportista islandés que compitió en natación adaptada. Ganó seis medallas en los Juegos Paralímpicos de Verano entre los años 1984 y 1992.

## Palmarés internacional
| Juegos Paralímpicos | Juegos Paralímpicos                                        | Juegos Paralímpicos | Juegos Paralímpicos |
| Año                 | Lugar                                                      | Medalla             | Prueba              |
| ------------------- | ---------------------------------------------------------- | ------------------- | ------------------- |
| 1984                | Nueva York (Estados Unidos) Stoke Mandeville (Reino Unido) | Medalla de bronce   | 200 m C7            |
| 1984                | Nueva York (Estados Unidos) Stoke Mandeville (Reino Unido) | Medalla de bronce   | 400 m C7            |
| 1988                | Seúl (Corea del Sur)                                       | Medalla de oro      | 100 m C7            |
| 1988                | Seúl (Corea del Sur)                                       | Medalla de bronce   | 200 m C7            |
| 1988                | Seúl (Corea del Sur)                                       | Medalla de bronce   | 400 m C7            |
| 1992                | Barcelona (España)                                         | Medalla de bronce   | 200 m C7            |